# Papegem
Papegem är en ort i Belgien.   Den ligger i provinsen Östflandern och regionen Flandern, i den centrala delen av landet, 30 km väster om huvudstaden Bryssel. Papegem ligger 24 meter över havet och antalet invånare är 449.
Terrängen runt Papegem är platt. Runt Papegem är det tätbefolkat, med 511 invånare per kvadratkilometer.. Närmaste större samhälle är Gent, 18,0 km nordväst om Papegem. 
Omgivningarna runt Papegem är en mosaik av jordbruksmark och naturlig växtlighet.